# Life Sentence
Life Sentence (reso graficamente come L!fe Sentence) è una serie televisiva statunitense ideata e prodotta da Erin Cardillo e Richard Keith per l'emittente The CW. La serie è andata in onda dal 7 marzo al 15 giugno 2018, venendo poi ufficialmente cancellata dalla rete a maggio dello stesso anno dopo un'unica stagione.
In Italia, la serie è stata trasmessa dal 31 ottobre 2018 in prima visione assoluta su Premium Stories e in chiaro su La5.

## Trama
Stella Abbott ha vissuto gli ultimi 8 anni della sua vita assaporando fino in fondo ogni giorno in quanto le era stato diagnosticato un cancro terminale; tuttavia, dopo aver scoperto di essere miracolosamente guarita, si ritrova a dover imparare a convivere con tutte le scelte impulsive che ha fatto quando credeva di stare morendo.

## Episodi
| Stagione       | Episodi | Prima TV USA | Prima TV Italia |
| -------------- | ------- | ------------ | --------------- |
| Prima stagione | 13      | 2018         | 2018-2019       |

## Personaggi e interpreti
- Stella Abbott, interpretata da Lucy Hale, doppiata da Letizia Ciampa.
- Wes Charles, interpretato da Elliot Knight, doppiato da Andrea Mete.
- Peter Abbott, interpretato da Dylan Walsh, doppiato da Francesco Prando.
- Ida Abbott, interpretata da Gillian Vigman, doppiata da Cinzia De Carolis.
- Aiden Abbott, interpretato da Jayson Blair, doppiato da Daniele Giuliani.
- Elizabeth Abbott Rojas, interpretata da Brooke Lyons, doppiata da Francesca Manicone.
- Diego Rojas, interpretato da Carlos PenaVega, doppiato da Gabriele Patriarca.
- Sadie, interpretata da Nadej Bailey.

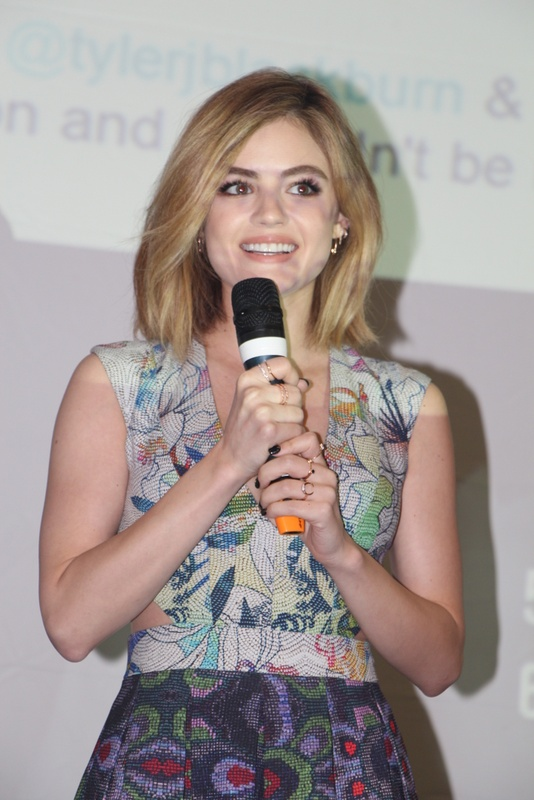
Lucy Hale interpreta Stella Abbott
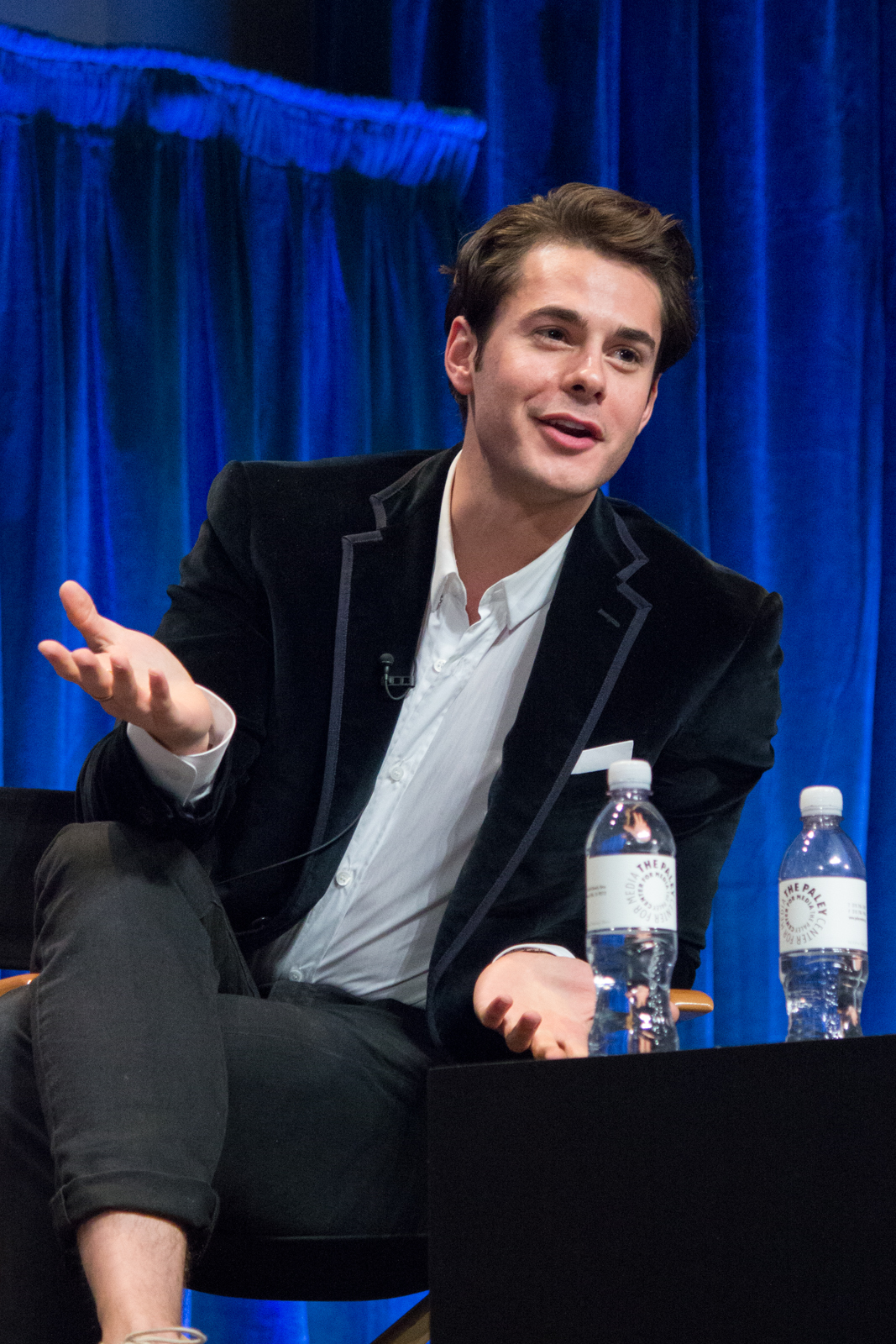
Jayson Blair interpreta Aiden Abbott
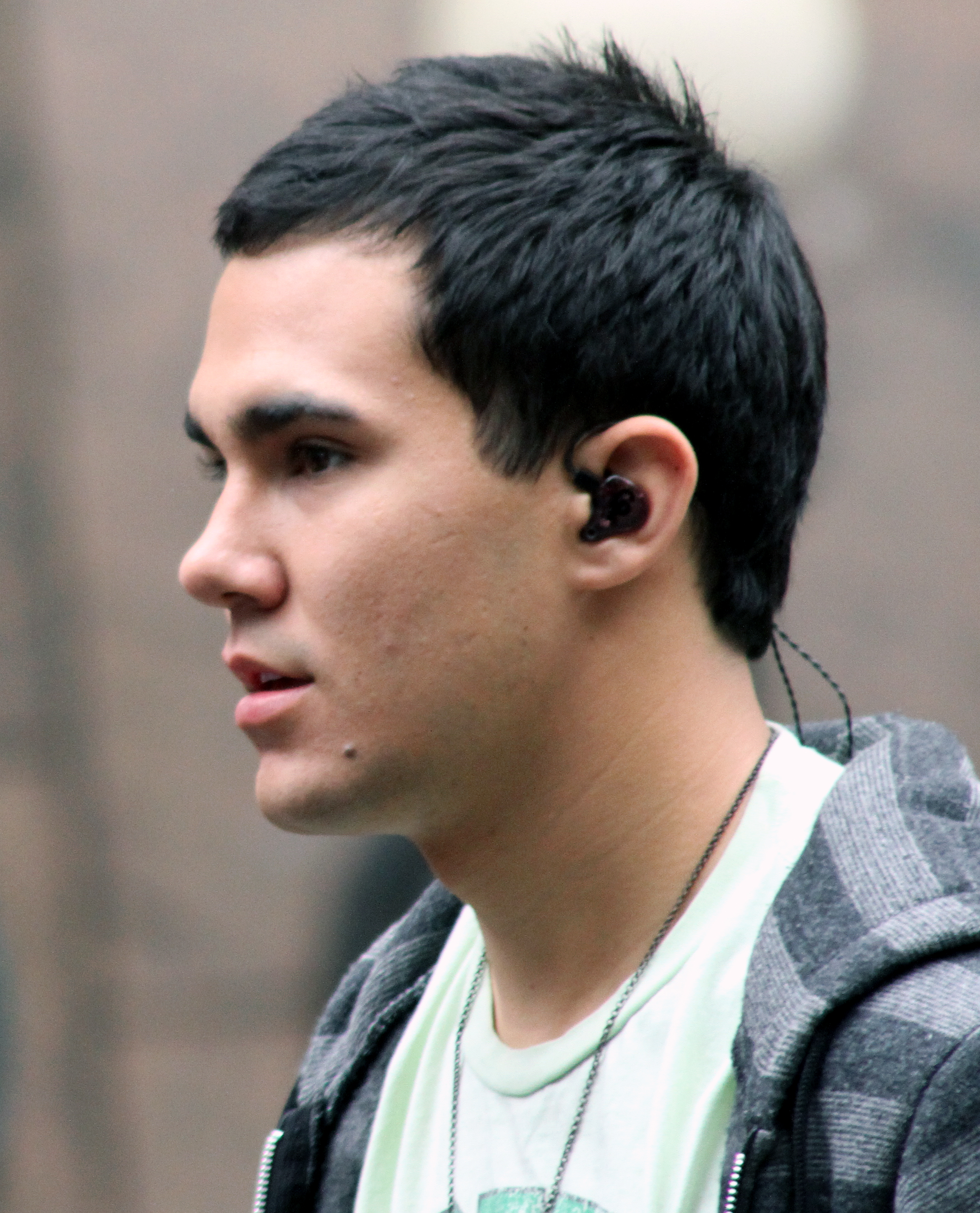
Carlos PenaVega interpreta Diego Rojas

## Produzione
Il 10 maggio 2017 The CW ha dato il definitivo semaforo verde alla produzione di una prima stagione, ad agosto dello stesso anno la protagonista, Lucy Hale, ha annunciato tramite Twitter che la serie sarebbe stata trasmessa a partire da gennaio 2018, tuttavia un annuncio successivo da parte del network inerente alla programmazione invernale ha rimandato il debutto della serie al 7 marzo 2018. L'8 maggio 2018, la protagonista Lucy Hale, annuncia che la serie non tornerà per una seconda stagione. L'episodio finale verrà trasmesso il 15 giugno 2018.

### Casting
Il 31 gennaio 2017, Lucy Hale è stata ingaggiata per il ruolo della protagonista, Stella Abbott. Riguardo al suo personaggio ed al progetto, la Hale ha dichiarato di apprezzare soprattutto l'idea che, dopo aver sconfitto la prospettiva di una morte certa si ritrovi a non saper come gestire una vita d'incertezza. In seguito si sono uniti al cast Jayson Blair, il 17 febbraio, Dylan Walsh, il 21 febbraio, Gillian Vigman e Brooke Lyons, il 24 febbraio, nei ruoli del fratello, della sorella e dei genitori di Stella, mentre il mese seguente sono stati ingaggiati Elliot Knight e Carlos PenaVega.
Nel settembre 2017, Riley Smith è stato ingaggiato nel ruolo ricorrente del dottor Will Grant.

### Riprese
L'episodio pilota è stato realizzato tra il 15 e il 31 marzo 2017 ad Atlanta, Georgia. Le riprese della serie si svolgono invece a Vancouver, Columbia Britannica, Canada.

## Promozione
Il primo trailer è stato pubblicato il 18 maggio 2017, direttamente dal canale YouTube di The CW, in contemporanea ad una presentazione tenuta all'upfront dell'emittente televisiva dalla Hale. Nella stessa occasione sono state rilasciate le prime immagini promozionali raffiguranti la protagonista con un soffione stretto nella mano.

## Accoglienza

### Critica
Sul sito web aggregatore di recensioni Rotten Tomatoes la serie ha un indice di gradimento del 39% con un voto medio di 4.59 su 10 basato su 18 recensioni. Il consenso del sito web recita: "Life Sentence evita di fare domande difficili su questioni serie, stabilendo invece una dolcezza stucchevole". Metacritic ha assegnato un voto di 48 su 100, basato su 12 recensioni, che indica "recensioni miste o nella media".